# جنگ ریغ
جنگ ریغ (به لاتین: Jang Righ) یک منطقهٔ مسکونی در افغانستان است که در ولایت بامیان واقع شده‌است.